# セネガルの国旗
セネガルの国旗（セネガルのこっき）は、中央に緑色の星のあしらわれた垂直三色旗。1960年8月20日のマリ連邦からの分離独立時に制定された。
赤・黄・緑の汎アフリカ色を使用しており、旧マリ連邦の国旗と三色旗の色配分はほぼ同じである。マリ連邦の国旗にあった、中央の人形の紋章（カナガ,kanaga）が星に変更されている。マリの国旗も同じくマリ連邦構成国であったため、似たデザインの三色旗となっている。

? 1958年から1959年まで存在していたフランス共同体内のセネガル自治国の国旗
? マリ連邦の国旗
マリ共和国の国旗